# Гибридный дирижабль
Гибридные дирижабли — летательные аппараты, подъёмная сила которых имеет аэростатическую составляющую.

## Описание
Гибридные дирижабли являются комбинацией аэростата с самолётом или винтокрылым летательным аппаратом. Их развитие связано с попыткой получить более высокие аэродинамические характеристики, чем у классических управляемых аэростатов.

## Проекты гибридных дирижаблей
- Гибридный дирижабль Пясецкого[англ.] (аналогичный проект «аэролёта» — по той же схеме аэростатической оболочки с четырьмя вертолётами на боковых фермах — разрабатывался с 1979 года на Ухтомском вертолётном заводе под руководством И. А. Эрлиха[4][5][6]).
- Airlander 10 (полное название HAV 304 Airlander) — гибридный дирижабль, первоначально разработанный компанией Hybrid Air Vehicles[англ.] для армии США.
- Гибридный летательный аппарат «Термоплан»[7][8][9].
- Гибридный дирижабль Филимонова[10][11][12], у которого большая часть подъёмной силы самолёта (500 тонн) должна достигаться за счёт баллона с гелием, а скорость до 300 км/ч должны обеспечивать маршевые двигатели.
- SkyHook JHL-40 экспериментальный дирижабль-вертолет, который разрабатывался компанией Boeing, но не получил развития[13].
- AEREON 26[англ.] — прототип на основе разбившегося аппарата AEREON III[англ.], который был построен в 1960-х годах.
- Lockheed Martin P-791[англ.][1].